# 巫女、科學與鬼話連篇
《巫女、科學與鬼話連篇》（日语：巫女と科学の嘘八百万）是颯田直斗繪製的一系列日本漫画作品。
發佈於網路漫畫網站FlexComix Brad於2011年2月2日～2012年11月27日間的連載漫畫系列。全部共15話、發行3本漫畫單行本。

## 登場人物
圓．Ｍ．芙蘭朵
本作主角。自稱"天才科學家"的日裔美国人。18歲。擁有金髮碧眼。為了躲債而來到外祖父在日本的神社，與舅舅誠司一同生活，並成為了神社的巫女。然而，圓行事開放、為達目的不擇手段的她，只想著要賺大錢還債，常常拋下巫女的工作，埋頭開發高科技機器。
糺 誠司
御御名神社的代表負責人，比姪女(本作主角)還要年輕的17歲。對於高科技產物过敏，而且放置在眼前的話會得到荨麻疹 。看起來沒有就讀高中。
幸篤井 千蒔
12岁。暴力團團長的女朋友。由於失憶而接受了圓的幫助，而和圓成為了結拜義妹。目前待在神社中擔任巫女。
鈴掛 鈴花
鈴掛神社的巫女。16歲。除了有點愛妄想之外，可說是完美無缺的大和撫子。
卡洛斯
滑稽的墨西哥人，御御名神社的宮司。25歲。對於巫女有著異常的執著心，對於本作主角下了「巫女失格」的判定，認為她「完全不適合穿巫女服」，是個令人感到十分遺憾的巫女。

## 單行本
| 集數 | SB創意         | SB創意                 | 東立出版社    | 東立出版社             |
| 集數 | 發售日期       | ISBN                   | 發售日期      | ISBN                   |
| ---- | -------------- | ---------------------- | ------------- | ---------------------- |
| 1    | 2011年7月12日  | ISBN 978-4-7973-6590-0 | 2014年7月4日  | ISBN 978-957-10-5618-0 |
| 2    | 2012年3月12日  | ISBN 978-4-593-85683-1 | 2014年8月6日  | ISBN 978-957-10-5657-9 |
| 3    | 2012年10月12日 | ISBN 978-4-593-85706-7 | 2014年10月2日 | ISBN 978-957-10-5712-5 |

## 外部連結
- 在Flex上關於颯田直斗的漫畫作品